# Liste de ponts du Puy-de-Dôme

## Ponts de longueur supérieure à 100 m
Les ouvrages de longueur totale supérieure à 100 m du département du Puy-de-Dôme sont classés ci-après par gestionnaires de voies.

### Autoroute
Sur l’autoroute A 75 :
- Pont de Coudes

Sur l’autoroute A 89 :

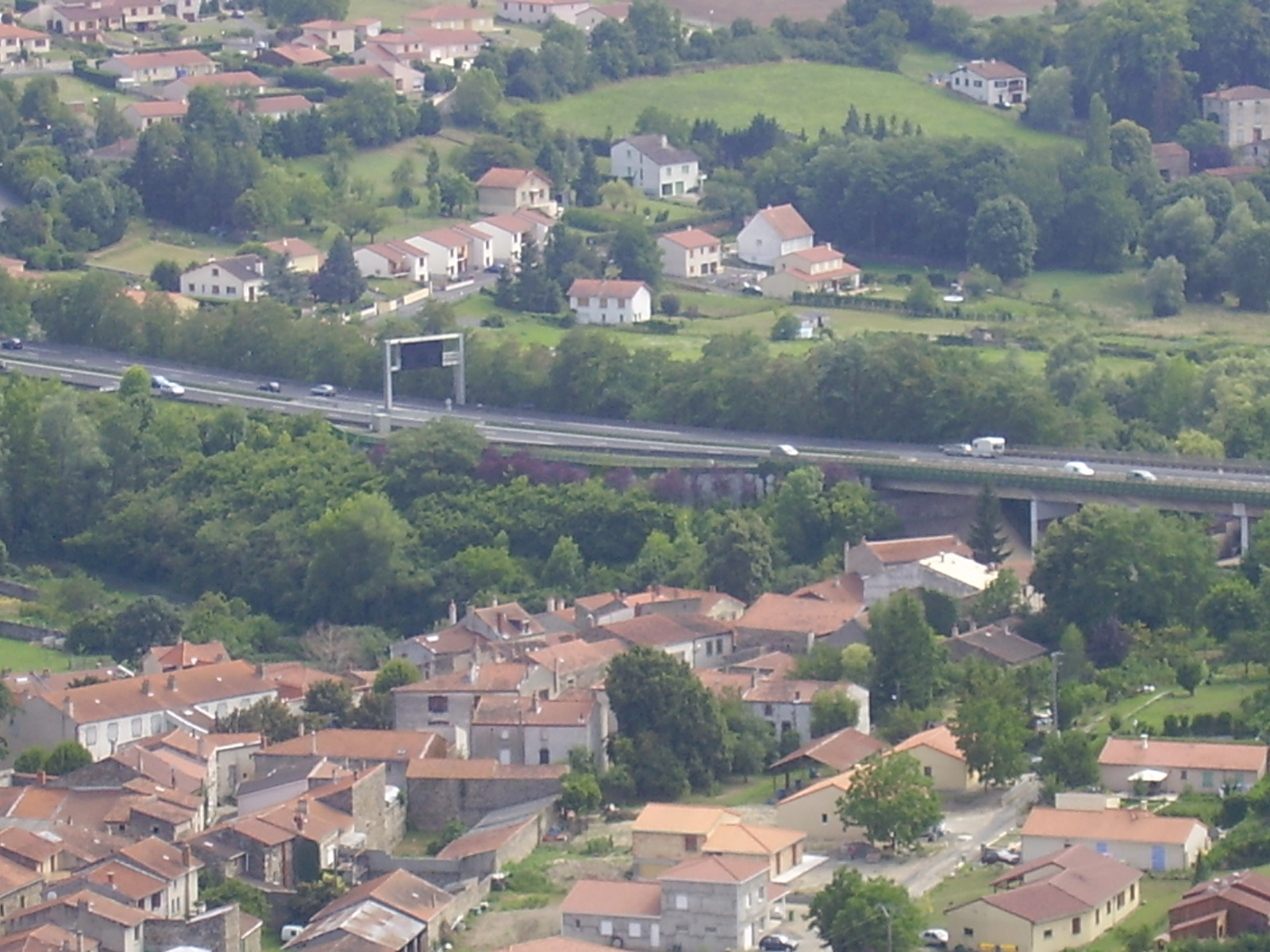
Pont sur l’A 75 à Coudes

- Viaduc de la Sioule, long de 991 m et haut de 150 m, il franchit la vallée de la Sioule sur les communes de Bromont-Lamothe et Saint-Ours-les-Roches[1]
- Viaduc du Chavanon, long de 360 m et haut de 100 m, il surplombe la vallée du Chavanon sur les communes de Messeix (dans le Puy-de-Dôme) et Merlines (en Corrèze)[1]
- Pont sur l’Allier à l’est des Martres-d'Artière

### Routes nationales
Pas de routes nationales.

### Routes départementales
- Ponts sur l’Allier :
  - pont, D 34, commune de Jumeaux

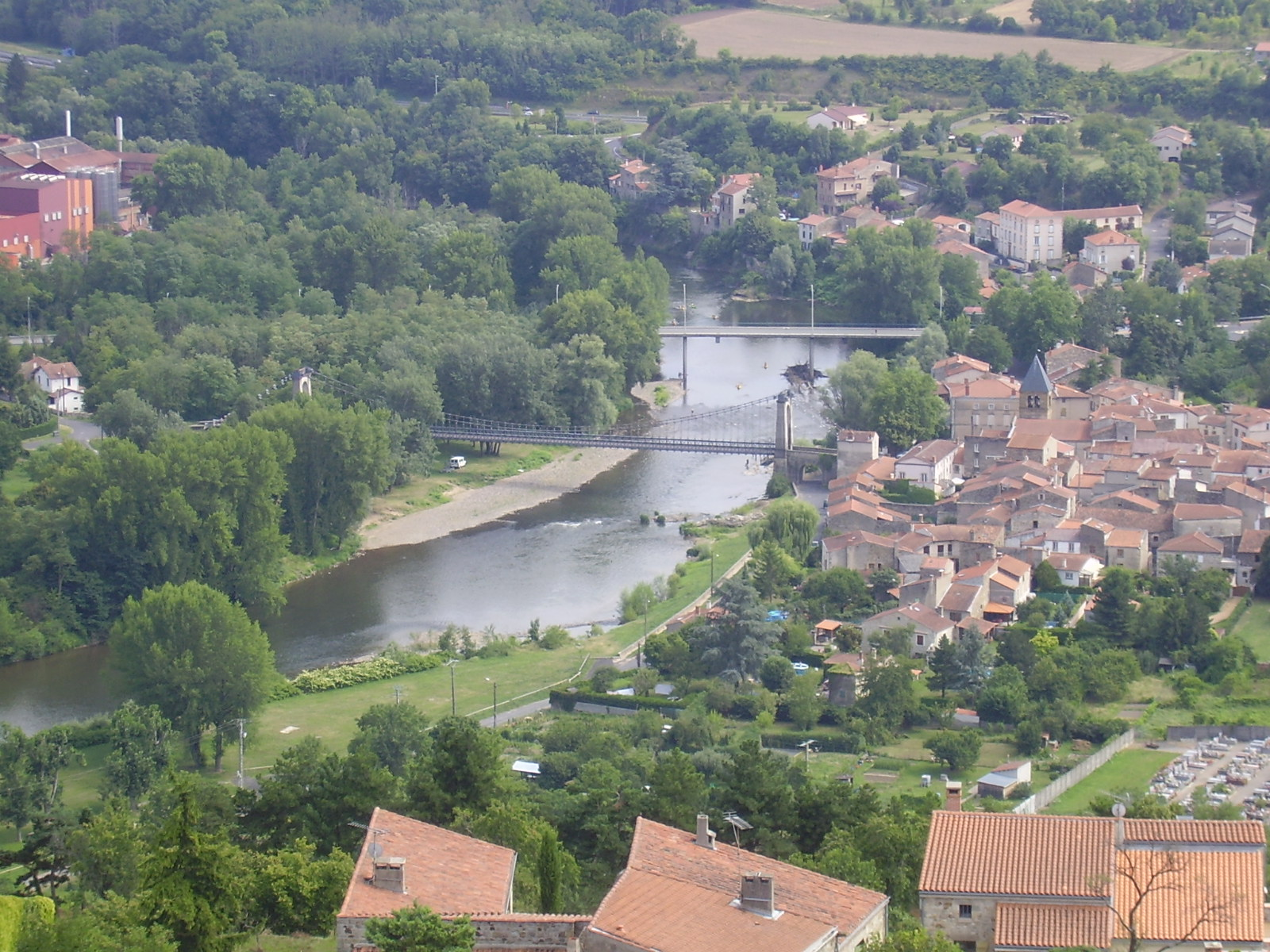
Ponts de Coudes sur l’Allier

  - pont, D 214, entre Beaulieu et Auzat-la-Combelle
  - pont Pakowski (1926)[2], D 123, entre Le Breuil-sur-Couze et Nonette (commune déléguée de Nonette-Orsonnette)
  - pont, D 996, entre Issoire et Parentignat
    - pont suspendu, D 996c

  - pont, D 9, liaison Issoire – Orbeil
    - ancien pont d'Orbeil

  - pont (1976)[3], D 229, entre Coudes et Parent
    - ancien pont de Coudes (1846 et 1948)[3]

  - pont, D 225, Corent/Les Martres-de-Veyre
  - pont, D 751, liaison Les Martres-de-Veyre – Mirefleurs
  - pont (en projet), contournement de Cournon-d’Auvergne et Pérignat-sur-Allier (425 m)[4],[5]
  - pont, D 212, Cournon-d'Auvergne/Pérignat-sur-Allier
  - ponts, D 769A et D 769, Dallet (commune déléguée de Mur-sur-Allier)
  - pont, D 2089, Pont-du-Château : livré à la circulation en 1765, permettant de relier Lyon et Clermont[6]
  - pont, D 20, Joze
  - pont, D 223, Maringues/Crevant-Laveine
  - pont, D 63, Limons
  - pont, D 43, Saint-Priest-Bramefant/Ris (Port de Ris)
  - pont, D 906 (contournement sud-ouest de Vichy), entre Saint-Priest-Bramefant et Saint-Yorre
  - pont, D 434, Saint-Sylvestre-Pragoulin/D 121, Saint-Yorre (Allier)
- Ponts sur la Dore :
  - pont, D 63, Puy-Guillaume

## Ponts de longueur comprise entre 50 m et 100 m
Les ouvrages de longueur totale comprise entre 50 et 100 m du département du Puy-de-Dôme sont classés ci-après par gestionnaires de voies.

## Ponts présentant un intérêt architectural ou historique
Les ponts du Puy-de-Dôme inscrits à l’inventaire national des monuments historiques sont recensés ci-après :
- Pont - Arlanc - XIXe siècle
- Pont dit Pont Notre-Dame, dit Pont du Marché - Billom - XVe siècle
- Pont sur le Vendeix - La Bourboule - XXe siècle
- Pont - Chaumont-le-Bourg - XIVe siècle
- Viaduc des Fades sur La Sioule - Les Ancizes-Comps et Sauret-Besserve - 1901-1909
- Pont de Morge, ou des Fainéants - Maringues - XVe siècle
- Pont suspendu dit Pont de Crevant - Maringues - XIXe siècle
- Pont - Mons - XIXe siècle
- Pont - Montmorin - XIXe siècle
- Pont - Novacelles - XIXe siècle
- Pont - Olby - Contemporain
- Pont - Olliergues - XVIIe siècle ; XIXe siècle ; XXe siècle
- Pont du Diable - Olliergues - XVe siècle
- Pont suspendu dit Pont de Cournon - Pérignat-sur-Allier - XIXe siècle[8]
- Pont sur la Monne - Saint-Amant-Tallende - XIIIe siècle